# The Great Banyan

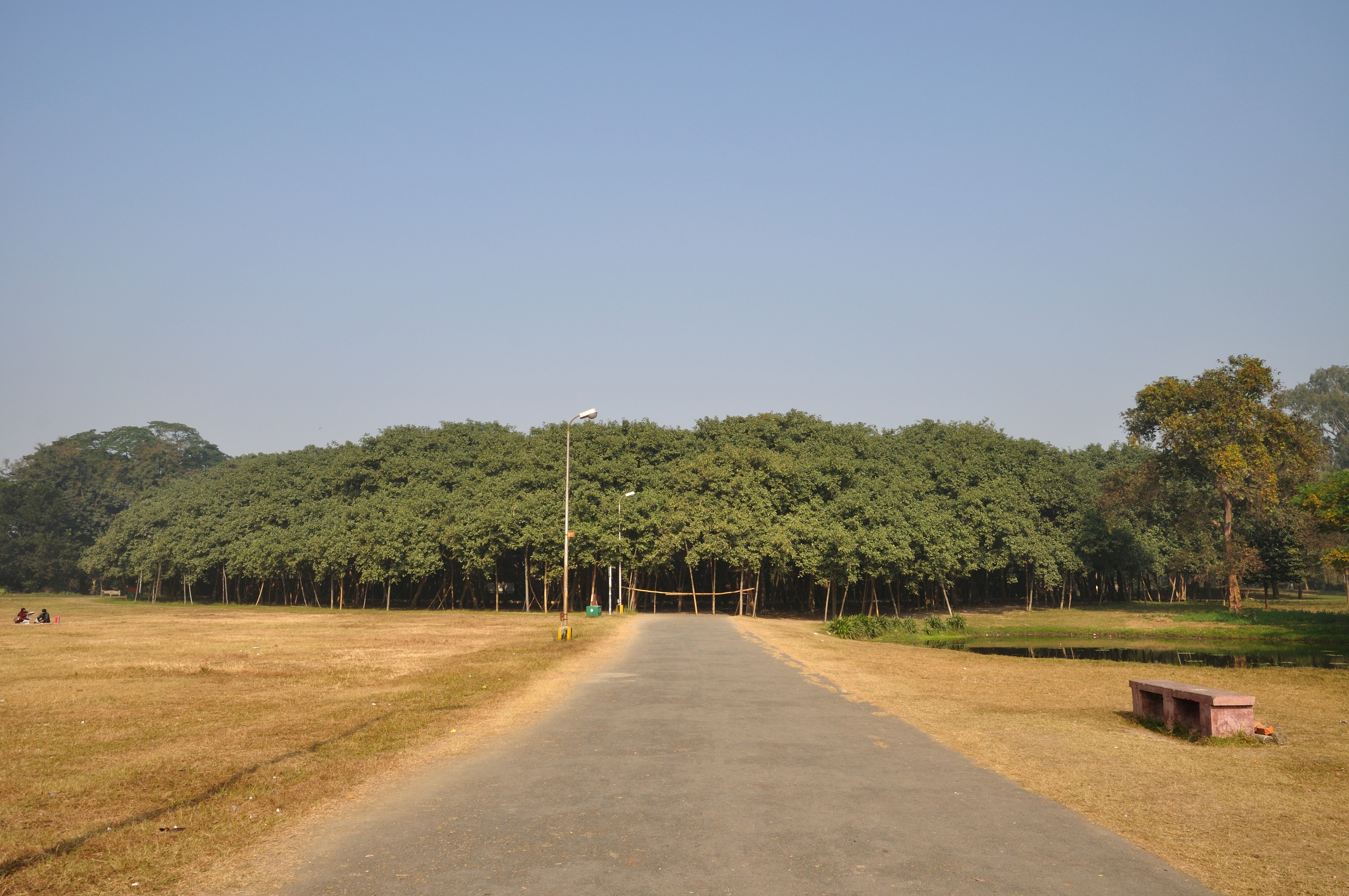
Á árvore como um todo.

The Great Banyan (A Grande Baniana) é uma árvore Ficus benghalensis localizada em Acharya Jagadish Chandra Bose Indian Botanic Garden, Haora, próximo de Calcutá, Índia.
É a maior árvore do mundo em termos de área ocupada, estimando-se a sua idade pelo menos em 250 anos.

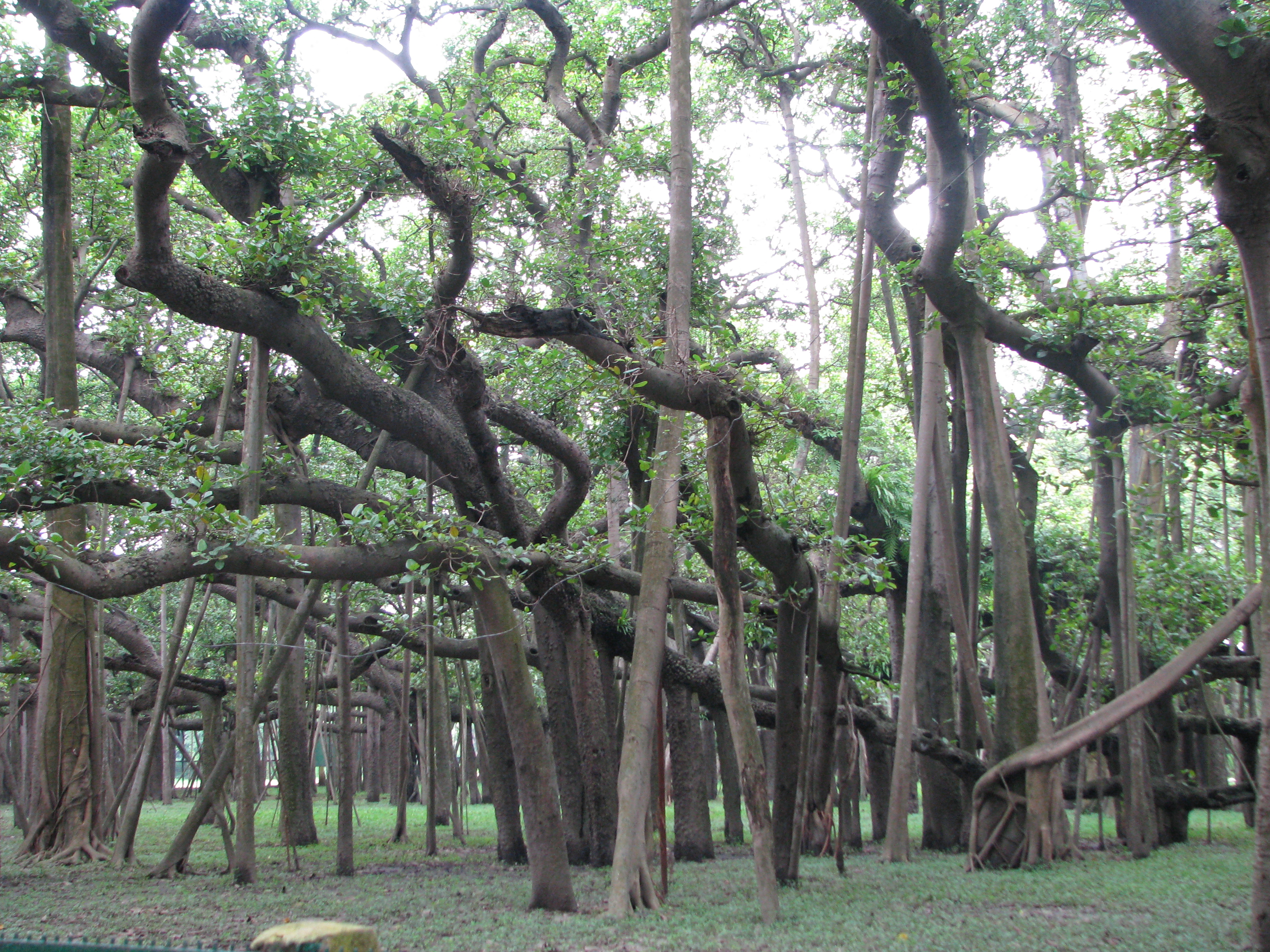
Partes da Banyan Tree.

## Galeria

widths=
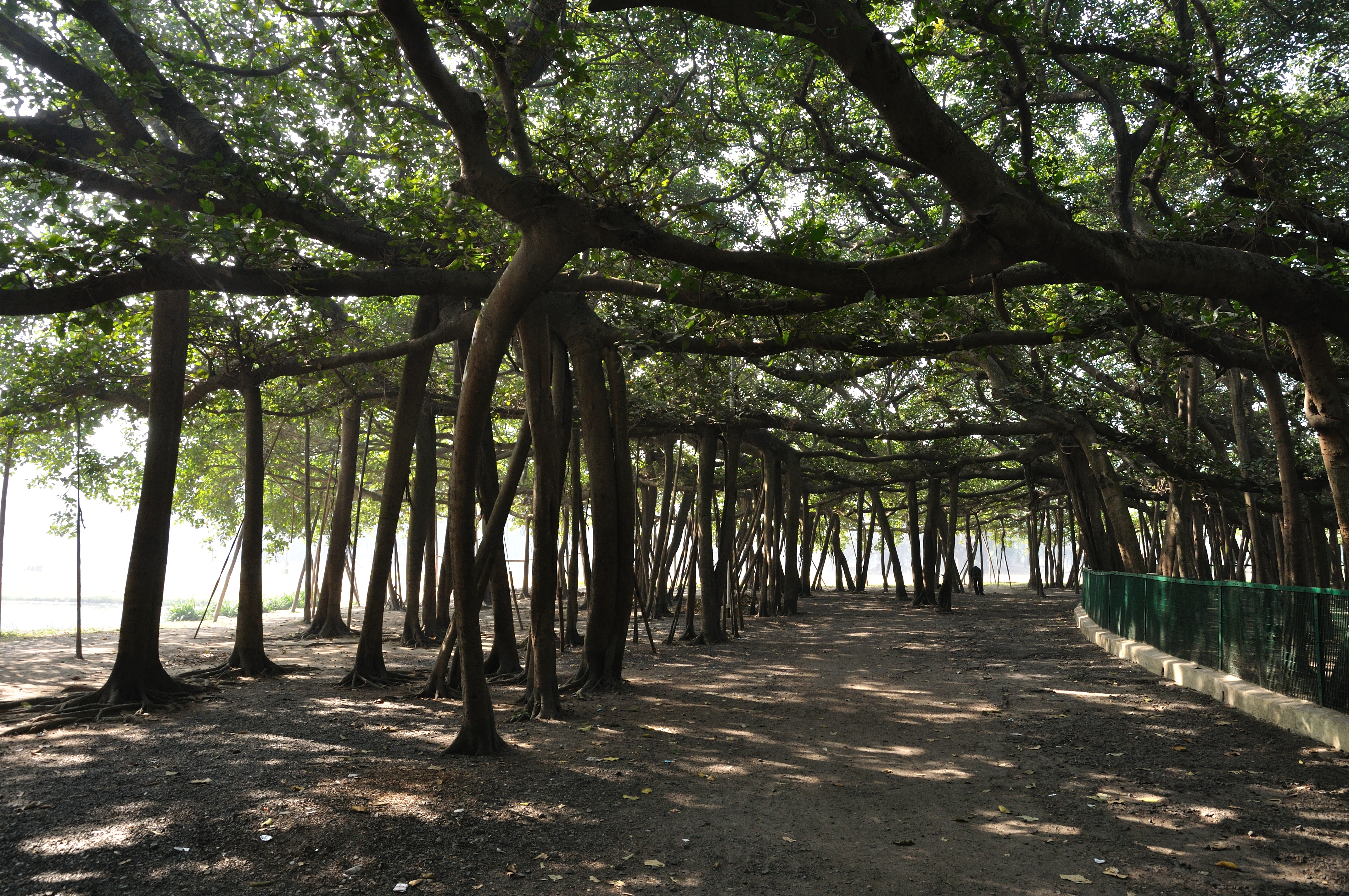
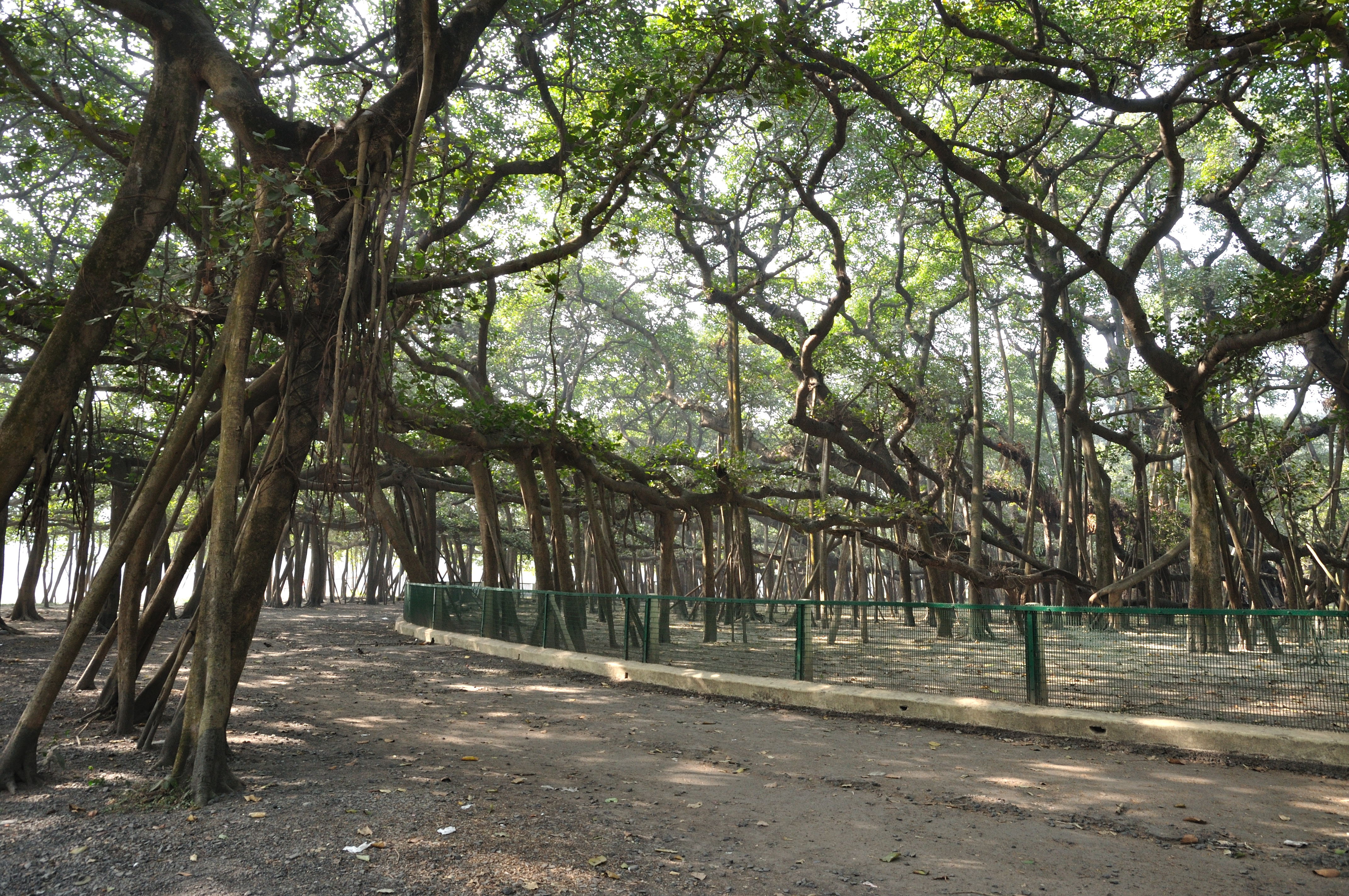
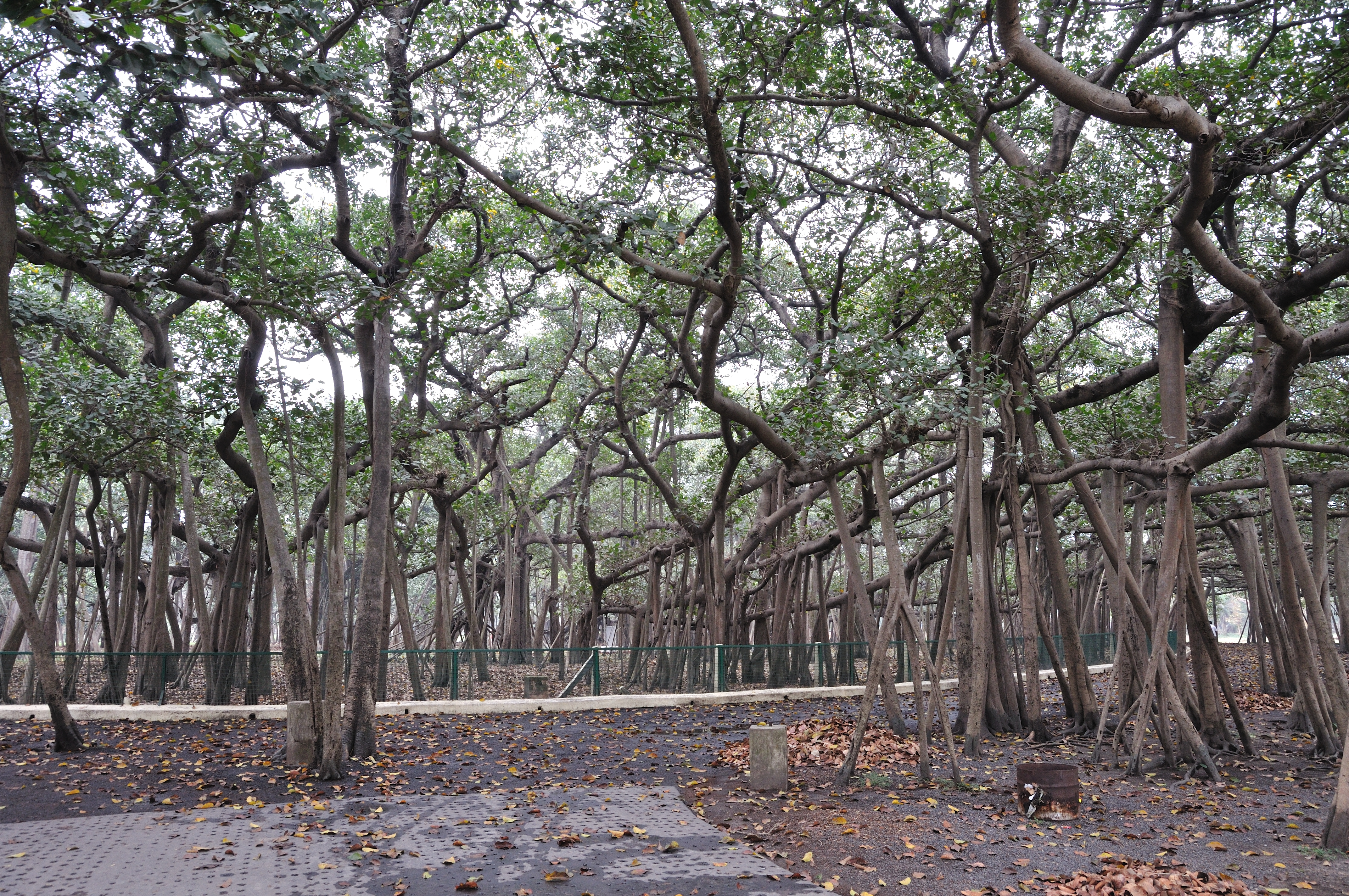
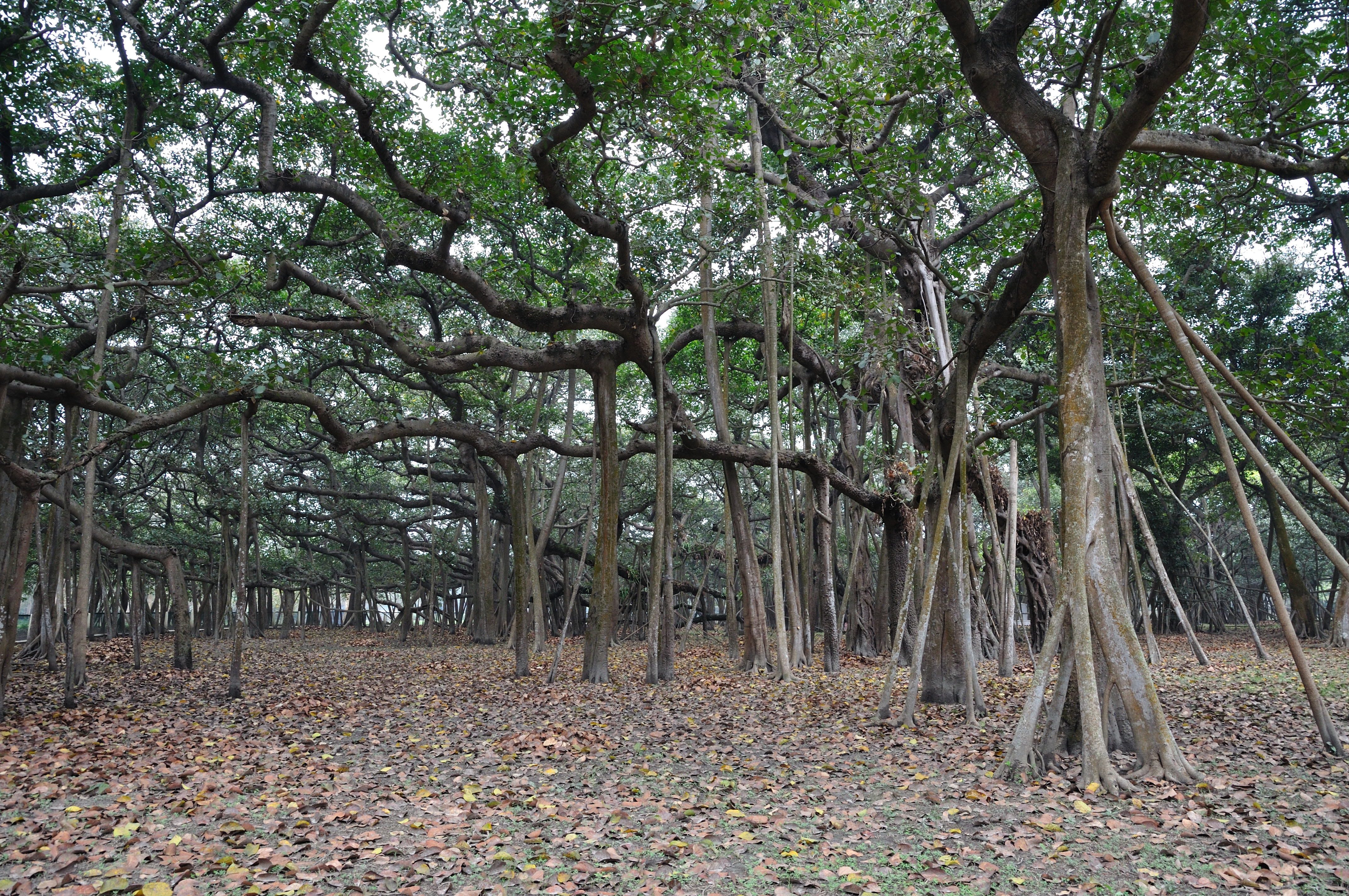

## Citatações
1. 1 2  Sambamurty 2005, p. 206.